# Si bemolle
Il Si bemolle (si♭, indicato per praticità anche con sib) è l'undicesimo semitono ascendente della scala cromatica occidentale a partire dal Do.

## Storia
Il termine deriva dalla dicitura b - molle. Nella musica antica, la lettera b stava ad indicare il Si bequadro il quale, nel canto gregoriano, era l'unica nota musicale che poteva essere alterata e diventare quindi Si bemolle.

## Pratica
È posto un semitono diatonico sopra il La e un semitono cromatico sotto il Si, essendo in tal modo enarmonico del La♯, benché, in alcuni temperamenti, il Si bemolle abbia un'altezza differente rispetto a quella del La♯.
Se calcolata nel temperamento equabile — prendendo come riferimento il La sopra il Do centrale pari a 440 Hz — , la frequenza del Si bemolle della 4ª ottava è approssimativamente di 466 Hz.
Mentre le orchestre si intonano su un La suonato dall'oboista, i complessi di fiati di solito si intonano su un Si♭ eseguito da una tuba, da un corno o da un clarinetto.
Nella notazione alfabetica in uso nei Paesi di lingua inglese (Stati Uniti, Regno Unito, Canada e Irlanda) il Si bemolle è rappresentato come B-flat (o B♭). In quelli di lingua tedesca, Polonia e Scandinavia, è invece denominato B, mentre il Si bequadro viene indicato con H.